# Abschnittsbefestigung Biberg

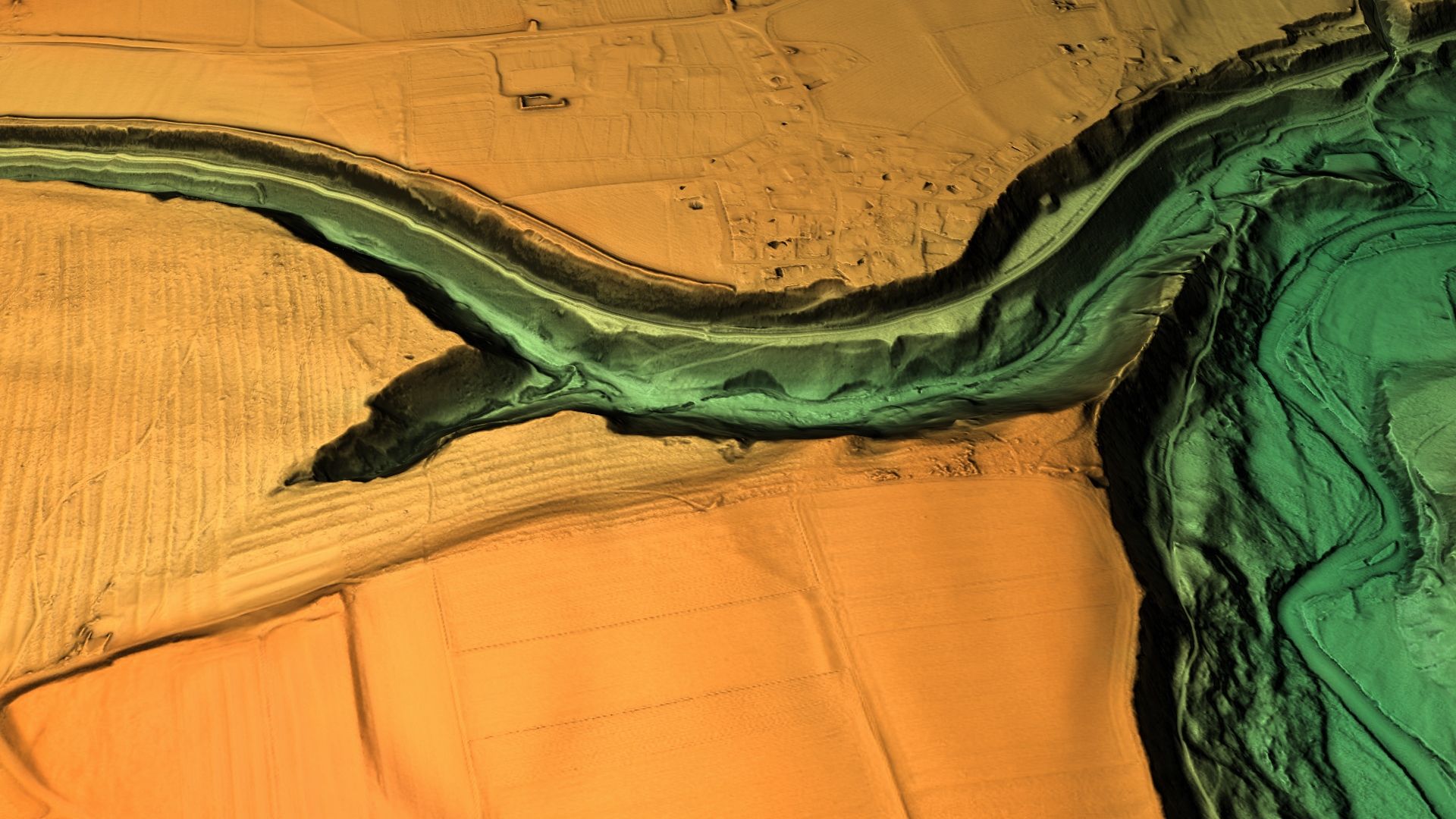
3D-Ansicht des digitalen Geländemodells

Die Abschnittsbefestigung Biberg ist eine abgegangene vor- und frühgeschichtliche Abschnittsburg etwa 750 Meter westsüdwestlich der Filialkirche St. Martin in Grub, einem heutigen Ortsteil der Gemeinde Valley im Landkreis Miesbach in Bayern. Die Anlage wird als Bodendenkmal unter der Aktennummer D-1-8036-0001 im Bayernatlas als „Abschnittsbefestigung vorgeschichtlicher Zeitstellung („Biberg“)“ geführt.
Von der ehemaligen Befestigungsanlage sind noch Wall- und Grabenreste erhalten. Die Anlage ist heute bewaldet.